# Manihari
Manihari là một thành phố và là một khu vực quy hoạch (notified area) của quận Katihar thuộc bang Bihar, Ấn Độ.
Thành phố nằm trên bờ sông Hằng linh thiêng, có lịch sử và văn hóa phong phú.

## Lịch sử
Lịch sử của Manihari bắt nguồn từ thế kỷ 7 sau Công Nguyên (SCN), là một phần của triều đại Pala.
Dưới thời Pala, Manihari là một trung tâm thương mại, học tập và giáo dục quan trọng, là nơi ra đời của nhiều học giả và nhà triết học nổi tiếng.
Sau này, thị trấn bị triều đại Sena cai trị, tiếp đến là triều đại Mughals, những triều đại này đã để lại nhiều dấu ấn kiến trúc và văn hóa.
Một trong những địa danh quan trọng của Manihari là Pháo đài Manihari, được xây dựng trong thời kỳ Mughal. Pháo đài này được đặt ở vị trí chiến lược bên bờ sông Hằng và được sử dụng để bảo vệ thị trấn khỏi các kẻ xâm lược đến từ ngoại quốc. Tại đây có nhiều tháp canh, pháo đài và súng pháo, là một minh chứng cho sức mạnh quân sự của Mughal. Pháo đài hiện đã bị hủy hoại nhưng vẫn là một địa điểm du lịch nổi tiếng, đặc biệt là trong những tháng vào mùa đông.

## Văn hóa
Ngoài lịch sử phong phú, Manihari còn được biết đến với nền văn hóa và truyền thống độc đáo. Một trong những lễ hội quan trọng nhất được tổ chức ở thị trấn là Chhath Puja, lễ hội dành riêng cho Thần Mặt Trời. Trong lễ hội này, những người sùng đạo sẽ cầu nguyện cho mặt trời mọc - lặn và ngâm mình trong dòng nước thánh của sông Hằng. Lễ hội được tổ chức rất nhiệt tình và là một phần quan trọng trong di sản văn hóa của Manihari.
Một khía cạnh quan trọng khác của văn hóa Manihari là ẩm thực. Thị trấn được biết đến với những món ngọt thơm ngon, đặc biệt là món Manihari Ladoo nổi tiếng, được làm từ nhiều loại gạo đặc biệt được trồng trong vùng. Thị trấn cũng có một số quán ăn nhỏ phục vụ ẩm thực Bihari truyền thống, chẳng hạn như Litti Chokha, Sattu Paratha và Chana Ghugni.

## Địa lý
Manihari có vị trí 25°21′B 87°38′Đ / 25,35°B 87,63°Đ Nó có độ cao trung bình là 31 mét (101 feet).

## Nhân khẩu
Theo điều tra dân số năm 2001 của Ấn Độ, Manihari có dân số 21.783 người. Phái nam chiếm 53% tổng số dân và phái nữ chiếm 47%. Manihari có tỷ lệ 44% biết đọc biết viết, thấp hơn tỷ lệ trung bình toàn quốc là 59,5%: tỷ lệ cho phái nam là 52%, và tỷ lệ cho phái nữ là 35%. Tại Manihari, 19% dân số nhỏ hơn 6 tuổi.